# Puchar Australii i Oceanii w narciarstwie dowolnym 2022
Puchar Australii i Oceanii w narciarstwie dowolnym 2022 rozpoczął się 1 sierpnia 2022 r. w australijskim ośrodku narciarskim Perisher zawodami w slopestyle'u. Zmagania zakończyły się 8 października tego samego roku w nowozelandzkim kurorcie Cardrona Alpine Resort zawodami w halfpipe'ie.

## Konkurencje
- MO = jazda po muldach
- DM = jazda po muldach podwójnych
- SX = skicross
- HP = halfpipe
- SS = slopestyle
- BA = big air

Na liście klasyfikacji widnieje również oznaczenie MODM, które nie odzwierciedla bezpośrednio żadnej konkurencji. Jest to zsumowana klasyfikacja jazdy po muldach i jazdy po muldach podwójnych.

## Kalendarz i wyniki

### Mężczyźni
| Lp. | Data                | Miejscowość            | Konkurencja | 1. miejsce       | 2. miejsce       | 3. miejsce           |
| --- | ------------------- | ---------------------- | ----------- | ---------------- | ---------------- | -------------------- |
| 1.  | 1 sierpnia 2022     | Perisher               | SS          | Cameron Waddell  | Joey Elliss      | Bailey Johnson       |
| 2.  | 2 sierpnia 2022     | Perisher               | BA          | Cameron Waddell  | Joey Elliss      | Aidan Laing          |
| 3.  | 2 sierpnia 2022     | Perisher               | SS          | Bailey Johnson   | Cameron Waddell  | Joey Elliss          |
| 4.  | 30 sierpnia 2022    | Perisher Valley        | MO          | Matt Graham      | Jackson Harvey   | Shota Hirayama       |
| 5.  | 31 sierpnia 2022    | Perisher Valley        | MO          | Matt Graham      | Shota Hirayama   | Kosuke Sugimoto      |
| 6.  | 31 sierpnia 2022    | Mount Hotham           | SX          | Satoshi Furuno   | Tetsuya Furuno   | Ryuto Kobayashi      |
| 7.  | 1 września 2022     | Mount Hotham           | SX          | Satoshi Furuno   | Douglas Crawford | Tetsuya Furuno       |
| 8.  | 2 września 2022     | Mount Hotham           | SX          | Douglas Crawford | Satoshi Furuno   | Ryuto Kobayashi      |
| 9.  | 1 września 2022     | Cardrona               | HP          | Gustav Legnavsky | Ben Harrington   | Matthew Labaugh      |
| 10. | 2 września 2022     | Cardrona               | SS          | Luca Harrington  | Gen Fujii        | Finley Melville Ives |
| 11. | 3 września 2022     | Mount Buller           | DM          | Matt Graham      | Kosuke Sugimoto  | Cooper Woods         |
| 12. | 4 października 2022 | Cardrona Alpine Resort | BA          | Luca Harrington  | Aidan Mulvihill  | Bryce Menning        |
| 13. | 7 października 2022 | Cardrona Alpine Resort | SS          | Luca Harrington  | Rai Kasamura     | Luke Harrold         |
| 14. | 8 października 2022 | Cardrona Alpine Resort | HP          | Gustav Legnavsky | Luke Harrold     | Finley Melville Ives |

### Klasyfikacje
| Lp. | Zawodnik         | Punkty |
| --- | ---------------- | ------ |
| 1.  | Satoshi Furuno   | 280    |
| 2.  | Douglas Crawford | 200    |
| 3.  | Tetsuya Furuno   | 185    |
| 4.  | Ryuto Kobayashi  | 160    |
| 5.  | Alfred Wenk      | 145    |
| 6.  | Duncan Cowan     | 116    |
| 7.  | Bruno Bruce      | 101    |
| 8.  | Lee Rolls        | 97     |
| 9.  | Kyle McGown      | 90     |
| 10. | Henry Heyburn    | 87     |

| Lp. | Zawodnik             | Punkty |
| --- | -------------------- | ------ |
| 1.  | Luca Harrington      | 300    |
| 2.  | Cameron Waddell      | 280    |
| 3.  | Joey Elliss          | 220    |
| 4.  | Bailey Johnson       | 210    |
| 5.  | Aidan Laing          | 155    |
| 6.  | Kelan Towns          | 135    |
| 7.  | Aidan Mulvihill      | 125    |
| 8.  | Toby McIlwaine       | 121    |
| 9.  | Finley Melville Ives | 116    |
| 10. | Connor Matterson     | 112    |

| Lp. | Zawodnik             | Punkty |
| --- | -------------------- | ------ |
| 1.  | Gustav Legnavsky     | 200    |
| 2.  | Luke Harrold         | 104    |
| 3.  | Finley Melville Ives | 89     |
| 4.  | Ben Harrington       | 80     |
| 5.  | Kashu Sato           | 67     |
| 6.  | Keita Takahashi      | 62     |
| 7.  | Matthew Labaugh      | 60     |
| 8.  | Hayden Higashi       | 58     |
| 9.  | Tristan Feinberg     | 50     |
| 9.  | Liam Richards        | 50     |

| Lp. | Zawodnik         | Punkty |
| --- | ---------------- | ------ |
| 1.  | Matt Graham      | 300    |
| 2.  | Jackson Harvey   | 180    |
| 3.  | Kosuke Sugimoto  | 176    |
| 4.  | Shota Hirayama   | 156    |
| 5.  | Cooper Woods     | 109    |
| 6.  | George Murphy    | 103    |
| 7.  | Matéo Jeannesson | 98     |
| 8.  | Taketo Nishizawa | 95     |
| 9.  | Kaisei Ozasa     | 87     |
| 10. | Takami Inui      | 85     |

| Lp. | Zawodnik         | Punkty |
| --- | ---------------- | ------ |
| 1.  | Matt Graham      | 200    |
| 2.  | Shota Hirayama   | 140    |
| 3.  | Jackson Harvey   | 130    |
| 4.  | Kosuke Sugimoto  | 96     |
| 5.  | Taketo Nishizawa | 95     |
| 6.  | Kaisei Ozasa     | 61     |
| 7.  | Jumpei Kawata    | 61     |
| 8.  | Yuki Tesaki      | 58     |
| 9.  | George Murphy    | 58     |
| 10. | Matéo Jeannesson | 58     |

| Lp. | Zawodnik         | Punkty |
| --- | ---------------- | ------ |
| 1.  | Matt Graham      | 100    |
| 2.  | Kosuke Sugimoto  | 80     |
| 3.  | Cooper Woods     | 60     |
| 4.  | Jackson Harvey   | 50     |
| 5.  | George Murphy    | 45     |
| 6.  | Matéo Jeannesson | 40     |
| 7.  | William Feneley  | 36     |
| 8.  | Takami Inui      | 32     |
| 9.  | Ryuto Shimpo     | 29     |
| 10. | Kaisei Ozasa     | 26     |

### Kobiety
| Lp. | Data                | Miejscowość            | Konkurencja | 1. miejsce        | 2. miejsce         | 3. miejsce         |
| --- | ------------------- | ---------------------- | ----------- | ----------------- | ------------------ | ------------------ |
| 1.  | 1 sierpnia 2022     | Perisher               | SS          | Mabel Ashburn     | Daisy Thomas       | Victoria Gelbak    |
| 2.  | 2 sierpnia 2022     | Perisher               | BA          | Daisy Thomas      | Mabel Ashburn      | Victoria Gelbak    |
| 3.  | 2 sierpnia 2022     | Perisher               | SS          | Mabel Ashburn     | Daisy Thomas       | Victoria Gelbak    |
| 4.  | 30 sierpnia 2022    | Perisher Valley        | MO          | Anri Kawamura     | Rino Yanagimoto    | Haruka Nakao       |
| 5.  | 31 sierpnia 2022    | Perisher Valley        | MO          | Anri Kawamura     | Avital Carroll     | Haruka Nakao       |
| 6.  | 31 sierpnia 2022    | Mount Hotham           | SX          | Abbey Evans       | Dakota Turner      | Ella Green         |
| 7.  | 1 września 2022     | Mount Hotham           | SX          | Lin Nakanishi     | Kyra Wheatley      | Abbey Evans        |
| 8.  | 2 września 2022     | Mount Hotham           | SX          | Lin Nakanishi     | Kyra Wheatley      | Zoe Winthrop       |
| 9.  | 1 września 2022     | Cardrona               | HP          | Hanna Faulhaber   | Carly Margulies    | Riley Jacobs       |
| 10. | 2 września 2022     | Cardrona               | SS          | Ruby Star Andrews | Yuna Koga          | Madeleine Disbrowe |
| 11. | 3 września 2022     | Mount Buller           | DM          | Avital Carroll    | Rino Yanagimoto    | Anri Kawamura      |
| 12. | 4 października 2022 | Cardrona Alpine Resort | BA          | Daisy Thomas      | Mabel Ashburn      | Victoria Gelbak    |
| 13. | 7 października 2022 | Cardrona Alpine Resort | SS          | Caoimhe Heavey    | Jordan Peet        | Daisy Thomas       |
| 14. | 8 października 2022 | Cardrona Alpine Resort | HP          | Sylvia Trotter    | Madeleine Disbrowe | –                  |

### Klasyfikacje
| Lp. | Zawodniczka         | Punkty |
| --- | ------------------- | ------ |
| 1.  | Lin Nakanishi       | 229    |
| 2.  | Abbey Evans         | 210    |
| 3.  | Kyra Wheatley       | 205    |
| 4.  | Dakota Turner       | 159    |
| 5.  | April Wynn          | 140    |
| 6.  | Ella Green          | 132    |
| 7.  | Shinae McGown       | 108    |
| 8.  | Isabelle Davis      | 92     |
| 9.  | Charlotte Mooney    | 87     |
| 10. | Alessandra Braysich | 80     |

| Lp. | Zawodniczka        | Punkty |
| --- | ------------------ | ------ |
| 1.  | Mabel Ashburn      | 280    |
| 2.  | Daisy Thomas       | 260    |
| 3.  | Victoria Gelbak    | 180    |
| 4.  | Madeleine Disbrowe | 155    |
| 5.  | Piper Harding      | 150    |
| 6.  | Caoimhe Heavey     | 136    |
| 7.  | Jordan Peet        | 125    |
| 8.  | Ruby Star Andrews  | 100    |
| 9.  | Yuna Koga          | 80     |
| 10. | Sylvia Trotter     | 80     |

| Lp. | Zawodniczka        | Punkty |
| --- | ------------------ | ------ |
| 1.  | Sylvia Trotter     | 126    |
| 2.  | Madeleine Disbrowe | 112    |
| 3.  | Hanna Faulhaber    | 100    |
| 4.  | Carly Margulies    | 80     |
| 5.  | Riley Jacobs       | 60     |
| 6.  | Sabrina Cakmakli   | 50     |
| 7.  | Kim Dae-un         | 45     |
| 8.  | Kathryn Gray       | 40     |
| 9.  | Anja Barugh        | 36     |
| 10. | Lee So-young       | 29     |

| Lp. | Zawodniczka      | Punkty |
| --- | ---------------- | ------ |
| 1.  | Anri Kawamura    | 260    |
| 2.  | Rino Yanagimoto  | 210    |
| 3.  | Avital Carroll   | 198    |
| 4.  | Haruka Nakao     | 165    |
| 5.  | Yuma Taguchi     | 94     |
| 6.  | Shiori Asano     | 91     |
| 7.  | Kylie Kariotis   | 90     |
| 8.  | Charlotte Wilson | 84     |
| 9.  | Emma Bosco       | 77     |
| 10. | Megan Ciaglo     | 71     |

| Lp. | Zawodniczka      | Punkty |
| --- | ---------------- | ------ |
| 1.  | Anri Kawamura    | 200    |
| 2.  | Rino Yanagimoto  | 130    |
| 3.  | Haruka Nakao     | 120    |
| 4.  | Avital Carroll   | 98     |
| 5.  | Kylie Kariotis   | 90     |
| 6.  | Megan Ciaglo     | 71     |
| 7.  | Charlotte Wilson | 62     |
| 8.  | Skylar Slettene  | 58     |
| 9.  | Emma Bosco       | 53     |
| 10. | Shiori Asano     | 51     |

| Lp. | Zawodniczka     | Punkty |
| --- | --------------- | ------ |
| 1.  | Avital Carroll  | 100    |
| 2.  | Rino Yanagimoto | 80     |
| 3.  | Anri Kawamura   | 60     |
| 4.  | Yuma Taguchi    | 50     |
| 5.  | Haruka Nakao    | 45     |
| 6.  | Shiori Asano    | 40     |
| 7.  | Haruka Ihara    | 36     |
| 8.  | Xanthia Coote   | 32     |
| 9.  | Kareema Wakim   | 29     |
| 10. | Indiana Speirs  | 26     |